# Nick Stone (scrittore)
Nick Stone (Cambridge, 31 ottobre 1966) è uno scrittore britannico di romanzi polizieschi.

## Biografia
Nato nel 1966 a Cambridge da padre scozzese e madre haitiana, ha trascorso la sua infanzia ad Haiti prima di far ritorno in Inghilterra nel 1970.
Dopo aver praticato la boxe presso la National Amateur League, si è laureato in storia all'Università di Cambridge e in seguito ha lavorato come assistente di un avvocato prima di dedicarsi alla scrittura.
Ha esordito nella narrativa nel 2006 con il thriller L' esorcismo di Mr Clarinet, primo capitolo di una trilogia e vincitore di numerosi premi tra cui il CWA Ian Fleming Steel Dagger.

## Opere

### Trilogia Max Mingus
- L' esorcismo di Mr Clarinet (Mr Clarinet, 2006), Roma, Newton Compton, 2007 traduzione di Chiara Vatteroni ISBN 978-88-541-0757-1.
- Il re di spade (King of Swords, 2007), Roma, Newton Compton, 2008 traduzione di Micol Arianna Beltramini ISBN 978-88-541-1060-1.
- Il rituale (Mr. Clarinet, 2006), Roma, Newton Compton, 2012 traduzione di Chiara Vatteroni ISBN 978-88-541-3922-0. Ristampa.

### Altri romanzi
- The Verdict (2014)

## Alcuni riconoscimenti
- CWA Ian Fleming Steel Dagger: 2006 per L'esorcismo di Mr Clarinet
- International Thriller Writers Awards: 2007 per L'esorcismo di Mr Clarinet
- Premio Macavity per il miglior romanzo d'esordio: 2007 per L'esorcismo di Mr Clarinet
- Premio SNCF du polar: 2009 per L'esorcismo di Mr Clarinet